# Cornelia Hanisch
Cornelia Hanisch (ur. 12 czerwca 1952 we Frankfurcie nad Menem) – niemiecka florecistka reprezentująca RFN, dwukrotna medalistka olimpijska i wielokrotna medalistka mistrzostw świata.
Wystartowała na igrzyskach olimpijskich w Montrealu (1976), gdzie zajęła piąte miejsce w turnieju indywidualnym i czwarte w drużynowym. Tuż przed igrzyskami olimpijskimi w Moskwie (1980) była jedną z kandydatek do zdobycia medalu. Reprezentacja RFN nie wystąpiła na tych igrzyskach w związku z bojkotem zawodów przez Stany Zjednoczone i ich sojuszników (w tym RFN) z powodu radzieckiej inwazji na Afganistan. Hanisch stwierdziła po latach, że „gorzkie było, że decyzja (o bojkocie igrzysk) została podjęta z góry. Żaden ze sportowców nie został właściwie zapytany.” Na rozgrywanych cztery lata później igrzyskach olimpijskich w Los Angeles wywalczyła srebrny medal w turnieju indywidualnym. W finale przegrała z Chinką Luan Jujie 3:8. W zawodach drużynowych Christiane Weber, Cornelia Hanisch, Sabine Bischoff, Ute Wessel i Zita Funkenhauser zdobyły złoty medal.
Podczas mistrzostw świata w Buenos Aires w 1977 roku reprezentantki RFN w składzie: Karin Rutz, Ute Kircheis-Wessel, Brigitte Oertel, Cornelia Hanisch i Gudrun Lotter wywalczyły srebrny medal we florecie drużynowym. W tej samej konkurencji zdobywała następnie złoty medal na mistrzostwach świata w Barcelonie (1985), srebrne medale na mistrzostwach świata w Clermont-Ferrand (1981) i mistrzostwach świata w Wiedniu (1983) oraz brązowe na mistrzostwach świata w Melbourne (1979) i mistrzostwach świata w Rzymie (1982). Ponadto zwyciężała w turniejach indywidualnych na MŚ 1979, MŚ 1981 i MŚ 1985, a na MŚ 1978 zajęła trzecie miejsce, za Walentiną Sidorową z ZSRR i Czechosłowaczką Kataríną Ráczovą.
W 1985 roku otrzymała Srebrny Liść Laurowy, najwyższe odznaczenie niemieckie za osiągnięcia sportowe oraz została Najlepszą Sportsmenką Roku RFN. 
Po zakończeniu kariery sportowej została trenerką w klubie szermierczym Offenbach (FCO), a następnie nauczycielką matematyki, ekonomii i języka niemieckiego w szkole zawodowej w Käthe-Kollwitz-Schule (KKS), także w Offenbach. Ma męża, para nie ma dzieci.

## Osiągnięcia
Konkurencja: floret
Igrzyska olimpijskie
- drużynowo (1984)
- indywidualnie (1984)

Mistrzostwa świata
- indywidualnie (1979, 1981, 1985); drużynowo (1985)
- drużynowo (1977, 1981, 1983)
- indywidualnie (1978); drużynowo (1979, 1982)

## Nagrody i odznaczenia
- Niemiecka Galeria Sławy Sportu – 2016[1]
- Najlepsza Sportsmenka Roku RFN – 1985
- Srebrny Liść Laurowy – 1985